# Dyscritomyia limbipennis
Dyscritomyia limbipennis är en tvåvingeart som först beskrevs av Thomson 1869.  Dyscritomyia limbipennis ingår i släktet Dyscritomyia och familjen spyflugor. Inga underarter finns listade i Catalogue of Life.